# Entypus unifasciatus
Entypus unifasciatus は、クモバチ科 Pompilidae に属するハチの一種。

## 概要
体色は青みがかった黒色で触角は黄色。翅は暗色で、通常、琥珀色の斑紋を有する。

## 分布
北西部を除き、基本的に北米の東から西にかけての広い範囲に分布する。

## 亜種
- Entypus unifasciatus unifasciatus
- E. u. cressoni
- E. u. californicus[2]